# Godišnja doba
 Ovo je glavno značenje pojma Godišnja doba. Za druga značenja pogledajte Četiri godišnja doba.
Godišnja doba su razdoblja u kojima vlada različita klima.
Razlikujemo 3 klime: umjerenu, tropsku, istovjetnu. Umjerena klima, koja vlada i u Hrvatskoj, ima 4 godišnja doba: proljeće (21. ožujka – 21. lipnja), ljeto (21. lipnja – 23. rujna), jesen (23. rujna – 21. prosinca) i zima (21. prosinca – 21. ožujka). U proljeće je vrijeme sve toplije, a dani sve duži. Ljeti vlada vruće vrijeme, s rijetkim kišama i sparnim vrućinama. Jeseni vlada hladne vrijeme, s čestom kišom, a dani su sve kraći. Zimi vlada hladno vrijeme s čestim snijegom. U tropskim krajevima postoje 2 godišnja doba: kišno (kad je kod nas proljeće) i sušno (ostali dijelovi godine). U Sahari i ostalim pustinjama je vječno ljeto, a u Antarktici i na Arktiku vječna zima.
Jačina zračenja Sunca na Zemlji ovisi pod kojim kutem Sunčeve zrake padaju na površinu Zemlje. Najjače zračenje (i tad je najtoplije) je u točkama gdje Sunčeve zrake na Zemljinu površinu padaju okomito (pod pravim kutem). Promjenom kuta jačina zračenja se smanjuje i sve je hladnije. Os rotacije zemlje nagnuta je u odnosu na ravninu ekliptike (ravnine po kojoj Zemlja ide oko Sunca). Kao posljedica toga, godišnja se doba javljaju zato što su različita Zemljina područja nagnuta prema Suncu u različito vrijeme tijekom godine, odnosno Sunčeve zrake padaju pod različitim kutevima na Zemljinu površinu tijekom obilaska Sunca.
Proljeće (ravnodnevnica (dan traje; 12h, pa tako i noć))
Ljeto (suncostaj (dan traje najdulje u godini, a noć najkraće))
Jesen (ravnodnevnica (dan traje; 12h, pa tako i noć))
Zima (suncostaj (dan najkraće u godini, a noć najdulje))